# داکی واکاره
داکی واکاره (به ژاپنی: 抱分)-(به انگلیسی: Daki wakare) یکی از فنون و تکنیک‌های دستهٔ ناگه-وازا رشتهٔ ورزشی جودو است که در زیردستهٔ سوتمی-وازا دسته‌بندی می‌شود.